# Claude de Choiseul-Francières
Pour les autres membres de la famille, voir Maison de Choiseul.
Claude de Choiseul-Francières, marquis de Francières, comte de Choiseul, seigneur d'Yrouerre, né le 8 octobre 1633 à Romilly-sur-Seine  et mort le 15 mars 1711 à Paris, est un maréchal de France et successivement gouverneur de Langres, Saint-Omer et Valenciennes.

## Biographie
Claude de Choiseul-Francières est le fils de Louis de Choiseul (1610-1663), marquis de Francières, seigneur d'Yrouerre, lieutenant général des armées du roi et gouverneur de Langres, marié le 28 janvier 1632 à Romilly-sur-Seine à Catherine de Nicey (1606-1674), fille d'un gentilhomme de la chambre du roi.
Il est volontaire en 1649, puis prend la place de son père en tant que capitaine au régiment de Condé. En 1652-1653, il fait ses premières armes en Champagne, où s'affrontent Mazarin et Condé. Il y gagne la confiance du roi et devient un de ses principaux officiers. 
En 1658, il accepte la charge de gouverneur de Langres, et remplace son père mort. La même année, il se marie avec Catherine de Renty (1636-1710).
Il suit le roi dans ses déplacements en Europe, et participe en 1664 à la fameuse bataille de Saint-Gothard en Hongrie, contre les Ottomans. Fait brigadier en 1667, il est présent aux sièges de Tournai, Douai, et de Lille. Le roi le nomme maréchal de camp en 1669 et l'envoie au secours des Vénétiens. Sa mission est un succès et il obtient de nouvelles responsabilités sur le front de Lorraine.
En 1676, il sert sous le maréchal de Luxembourg et devient son élève. Il est au siège de Fribourg en 1677. Deux ans plus tard, il s'empare des forts de Strasbourg. En 1684, il prend la ville de Liège, pour le compte de l'électeur de Cologne. En 1689, il combat contre l'électeur de Bavière.
Le 27 mars 1693, le marquis de Francières devient officiellement le 3e maréchal de France de la maison de Choiseul et contribue au prestige de sa famille.
En 1696, il est au commandement de l'armée d'Allemagne, jusqu'à la paix.
Au moment de son décès survenu au mois de mars 1711, il est le doyen des maréchaux de France.
En 1860, on transfère sa tombe au cimetière du Père-Lachaise.

## Armoiries
| Figure | Blasonnement |
|        | Armes de Claude de Choiseul (1633-1711), marquis de Francières dit « le comte de Choiseul », maréchal de France, doyen des maréchaux, chevalier du Saint-Esprit (reçu le 31 décembre 1688) D'azur, à la croix « billetée » d'or. |